# Хомата, Кэти
Кэти Хомата (24 октября 1946 — 24 октября 2010, Афины) — греческая певица, представительница поколения музыкантов «новой волны» .

## Биография
Кэти Хомата родилась и жила в Афинах (по другим источникам, родилась на острове Наксос), в центральном районе Плака. В юности училась искусству классического танца. Когда в Грецию вернулся из Франции греческий композитор Яннис Спанос, ища новые голоса, которые бы стали новым веянием, новой волной в греческой музыке, он наконец начал сотрудничество с Кэти Хомата.
За свою музыкальную карьеру Кэти выпустила 18 альбомов. Гастролировала с концертами не только в Греции, но и для диаспоры в США, Канаде, Германии, на Кипре. Последний гастрольный тур певицы состоялся зимой 2009—2010 года, она пела на сцене Одисия в Газе вместе с другими артистами «Новой волны», среди которых Попе Астериади, Михалис Виоларис, Костас Каралис.
Кэти Хомата была замужем, имела двоих дочерей.
24 октября 2010 Кэти Хомата умерла в афинской клинике, госпитализированная после автомобильной аварии. Авария ослабила здоровье Кэти, которая на протяжении последних нескольких лет болела раком. Похоронена на кладбище Илиуполиса.

## Дискография
- «Θεσ/νίκη 1965: Φεστιβάλ Ελλ. Τραγουδιού» (1965)
- «Το <Νέο Κύμα> στο Ελλ. Τραγούδι» (1965)
- «Αποδημίες» (1965)
- «Τα τραγούδια της Κ. Χωματά» (1967)
- «Ανθολογία 1-2» (του Γ. Σπανού, 1967, 1968)
- «Το <Νέο Κύμα> τραγουδά Χατζιδάκι» (1969)
- «Κ. Χωματά, 3» (1969)
- «Σκιές στην άμμο» (1969)
- «Ερωφίλη» (1970)
- «Φωτογραφίες» (1971)
- «Θαλασσάκι μου» (1972)
- «Πικρές αλήθειες» (1974)
- «Καφενείον <Η Ευρυτανία>» (1974)
- «Τα ωραιότερα τραγούδια» (1976)
- «Θα σου δώσω τις χαρές όλου του Κόσμου» (1977)
- «Στ. Κουγιουμτζής: Σε Α΄ εκτέλεση» (1983)
- «Από τραγούδι σε τραγούδι» (1984)
- «Αυθόρμητα» (1987)
- «Μεγάλες επιτυχίες» (1991)
- «Ένα καράβι όνειρα» (1992)
- «Μη χάνεσαι» (1992)
- «Μια φορά θυμάμαι» (1993)
- «Το άλλο <Νέο Κύμα>, 1-2» (1993)
- «Τζένη, Τζένη» (1994, κιν/γραφική ταινία: 1966)
- «Μια αγάπη για το καλοκαίρι» (1995)
- «18 μεγάλες επιτυχίες» (1995, CD)